# NC Magra
Der Nedjm Chabab Magra (arabisch نجم شباب مقرة, DMG Naǧm Šabāb Maqra) auch bekannt als NC Magra oder nur NCM, ist ein 1998 gegründeter algerischer Fußballverein aus Magra. Aktuell spielt der Verein in der ersten Liga, der Ligue Professionnelle 1.

## Stadion
Der Verein trägt seine Heimspiele im Stade des Frères Boucheligue (arabisch ملعب الإخوة بوشليق) in Magra aus. Das Stadion hat ein Fassungsvermögen von 8000 Personen.

## Trainerchronik
| Trainer            | Nation   | von                | bis                |
| ------------------ | -------- | ------------------ | ------------------ |
| Amine Ghimouz      | Algerien | 1. Juli 2018       | 10. September 2018 |
| Abdelaziz Abbès    | Algerien | 13. September 2018 | 30. Juni 2019      |
| Karim Zaoui        | Algerien | 1. Juli 2019       | 13. September 2019 |
| El Hadi Khezzar    | Algerien | 19. September 2019 | 12. Januar 2020    |
| Hadj Merine        | Algerien | 14. Januar 2020    | 30. Juni 2020      |
| Mohamed Bacha      | Algerien | 1. September 2020  | 21. Dezember 2020  |
| Abdelkrim Latrèche | Algerien | 5. Januar 2021     | 6. April 2021      |
| Abdelaziz Abbès    | Algerien | 10. April 2021     | 9. Dezember 2021   |
| Maamar Lebad       | Algerien | 10. Dezember 2021  | 12. Dezember 2021  |
| Lassaad Maamar     | Tunesien | 13. Dezember 2021  | 30. Juni 2022      |
| Bouziane Rahmani   | Algerien | 1. Juli 2022       | 30. Juli 2022      |
| Azzedine Rahim     | Algerien | 2. August 2022     | 10. September 2022 |
| Samir Jouili       | Tunesien | 19. September 2022 | heute              |